# 熱海市立多賀中学校
熱海市立多賀中学校（あたみしりつ たがちゅうがっこう）は、静岡県熱海市下多賀にある公立中学校。

## 沿革
- 1947年（昭和22年）4月 - 学校教育法の施行に伴い、「熱海市立多賀中学校」が発足。当初は「多賀小学校」の校舎を借用[1]。
- 1949年（昭和24年）8月 - 下多賀937番地に校舎完成、移転[1]。
- 1950年（昭和25年） - 第二期工事[2]。
- 1952年（昭和27年） - 保健室新設[2]。
- 1956年（昭和31年） - 第三期工事[3]。
- 1957年（昭和32年） - プール予定地買収[3]。
- 1958年（昭和33年） - 温室建設[3]。
- 1959年（昭和34年）～1965年（昭和40年） - 技術科室、音楽室、家庭科室、用具室、放送室、理科準備室などが完成[4]。
- 1971年（昭和46年）- 野球部県大会準優勝。
- 1984年（昭和59年） - 新校舎完成[5]。
- 2006年（平成18年）4月 - 「網代中学校」の廃校に伴い学区統合。